# 孟加拉国人民联盟
孟加拉國人民聯盟（羅馬化：Bānglādēsh Awām Līg）是孟加拉国的一个被取缔的政党。該黨理念偏向世俗主義，過去曾與孟加拉民族主義黨並列為兩大政黨。

## 歷史
1971年—1975年，1996年—2001年，2009年—2024年期間為孟加拉執政黨。
該黨由孟加拉国首任總統谢赫·穆吉布·拉赫曼創建。1971年，该党贏得孟加拉国獨立後第一次大選，然於其政權於1975年被軍事政變推翻，多名該政黨的領袖被刺殺或流亡國外，直到1990年代孟加拉国民主改革後，该党才重返孟加拉国政壇。
2024年8月5日，该党领导的政府被群众运动推翻。2025年5月11日，该党被穆罕默德·尤努斯政府正式取缔。